# Silicon Forest
Pour les articles homonymes, voir Silicon.
 (juillet 2014).
Si vous disposez d'ouvrages ou d'articles de référence ou si vous connaissez des sites web de qualité traitant du thème abordé ici, merci de compléter l'article en donnant les références utiles à sa vérifiabilité et en les liant à la section « Notes et références ».

La Silicon Forest désigne une technopole sur lequel sont concentrées les industries de pointe spécialisées en informatique et multimédia, située dans l'agglomération de Portland, dans l'État de l'Oregon. Ce territoire des nouvelles technologies a commencé son histoire à partir des années 1940 avec l'implantation des entreprises Tektronix et Electro Scientific.

## Entreprises
Voici une liste des entreprises situées sur le technopole de la Silicon Forest :
- Amazon.com
- Answerconnect
- Appfog
- Atlas Telecom
- Autodesk
- BiiN
- Cedexis
- Central Point Software
- Corillian
- C-COR
- Cubic Compass Software
- Digimarc
- Downstream Digital
- 800.com
- Electro Scientific Industries
- eFusion Corporation
- FEI Company
- FLIR Systems
- Floating Point Systems
- GemStone Systems
- Hewlett-Packard
- IBM
- InFocus
- Informix Software
- Intel
- Intersolv
- Kryptiq Corporation
- Lattice Semiconductor
- Medicalogic
- Mentor Graphics
- Merix Corporation
- Network Associates
- NEC
- Novellus Systems
- OSDL
- Polytron Corp.
- Planar Systems
- Planet Argon
- Premia Corp.
- RadiSys Corporation
- Sage Software
- Sequent Computer Systems
- Sharp
- Sun Microsystems
- Symantec
- Synopsys
- Tektronix
- Thrustmaster
- Tripwire
- Verdix/Rational Software
- WaferTech (filiale de TSMC)
- Clickcommerce
- WebMD
- WebTrends
- WellMed
- Xerox
- Yahoo!

## Sources
La liste des entreprises provient de l'article éponyme de wikipédia anglophone.